# María Guadalupe García Zavala
María Guadalupe García Zavala (27. dubna 1878, Zapopan – 24. června 1963, Guadalajara) byla mexická římskokatolická řeholnice a spoluzakladatelka kongregace Služebnic svaté Markéty Marie a chudých.

## Život
Narodila se 27. dubna 1878 v Zapopanu, Fortinu Garcíovi a Rifugii Zavala jako Anastasia a přezdívali jí Lupita. Měla pověst velmi pěkné a sympatické dívky. Ke všem byla milá, stále ochotná sloužit. Zasnoubila se s Gustávem Arreolem a měla se sním co nejdříve vdát. Ve svých dvaceti tři letech, však pocítila Boží povolání zasvětit se řeholnímu životu se zvláštním zřetelem pro chudé a nemocné.
Se svým rozpoložením se svěřila svému duchovnímu vůdci, páterovi Ciprianovi Iñiguezovi Martín del Campo, který jí kdysi řekl že také touží založit řeholní kongregaci na pomoc nemocným v nemocnici. Sám jí vyzval, aby se začala věnovat této práci. Nakonec spolu založily Kongregaci Služebnic svaté Markéty Marie a chudých.
Matka Lupita byla zvolena generální představenou kongregace a tuto službu vykonávala celý svůj život. Ačkoliv pocházela ze zámožné rodiny, s radostí dokázala přijat mimořádně skromný způsob života. Sestry kongregace učila milovat chudobu, aby se mohli lépe věnovat nemocným. V té době nemocnice procházela těžkými ekonomickými problémy, a proto dokonce požádala svého duchovního vůdce o dovolení žebrat na ulicích. Když dostala souhlas, tak toto dělala několik roků spolu se svými spolusestrami, dokud nevyřešila tyto problémy.
Zemřela 24. června 1963 v Guadalajaře.

## Proces svatořečení
Její proces byl započat 29. června 1984. Dne 1. července 2000 byla prohlášena Ctihodnou. Blahořečena byla 25. dubna 2004 a svatořečena 12. května 2013.